# Полезност
Полезността е способността на дадена стока да задоволява определена потребност на човека.
В процеса на потреблението на благата индивидът задоволява някакво усещане и желание. Например водата задоволява усещането за жажда и желанието тя да се утоли. Полезността се проявява само тогава, когато желанието се пробуди и изчезва щом то угасне. За потребителя полезността е индивидуализирана, отразява личните му вкусове, т.е. има субективен характер. Ето защо полезността на една стока ще е различна за отделните индивиди. Субективния характер на полезността на дадена стока изразява интензивността на желанието, което потребителят изпитва към нея. Историкът-изследовател оценява високо полезността на архивните документи в сравнение с тясносцпециализирана книга по корабостроене и обратно.
Полезността се превръща във фактическо задоволяване на конкретна потребност едва в акта на потреблението, което предполага не само желанието на потребителя. Металите и другите природни ресурси, които се съдържат в недрата на планетите от слънчевата система, могат да са обект на желанието на хората, но докато не станат тяхно достояние нямат реална потребителска стойност. Пратка компютри, доставени на общност с племенно устройство на живот и всеобща неграмотност на населението, няма полезност за тях, защото не познават предназначението им, нито са в състояние да ги използват.
Следователно при равни други условия потребителското поведение се реализира чрез платежоспособното търсене, ако са налице няколко условия: 
- желанието на потребителя и благо, което да го задоволи;
- познаване свойствата и качествената характеристика на благото; трето, възможност реално да се използва даденото благо.

Основната идея за субективния характер на полезността е следната: потребителят сам знае какво му е нужно, той има суверенитет при вземане на решения за конкретното поведение на пазара. Към това ще добавим и важното положение: полезността на стоката /и услугата/ е мерило, критерий за избора на потребителя. 